# Ekaterina Dafovska
Ekaterina Stefanova Dafovska –en búlgaro, Екатерина Стефанова Дафовска– (Chepelare, 28 de noviembre de 1975) es una deportista búlgara que compitió en biatlón.
Participó en cuatro Juegos Olímpicos de Invierno, entre los años 1994 y 2006, obteniendo una medalla de oro en Nagano 1998, en la prueba individual. Ganó dos medallas de bronce en el Campeonato Mundial de Biatlón, en los años 1995 y 1997, y tres medallas en el Campeonato Europeo de Biatlón, en los años 2004 y 2006.

## Palmarés internacional
| Juegos Olímpicos   | Juegos Olímpicos     | Juegos Olímpicos  | Juegos Olímpicos |
| Año                | Lugar                | Medalla           | Prueba           |
| ------------------ | -------------------- | ----------------- | ---------------- |
| 1998               | Nagano (Japón)       | Medalla de oro    | Individual       |
| Campeonato Mundial |                      |                   |                  |
| Año                | Lugar                | Medalla           | Prueba           |
| 1995               | Antholz (Italia)     | Medalla de bronce | Individual       |
| 1997               | Osrblie (Eslovaquia) | Medalla de bronce | Individual       |
| Campeonato Europeo |                      |                   |                  |
| Año                | Lugar                | Medalla           | Prueba           |
| 2004               | Minsk (Bielorrusia)  | Medalla de oro    | Individual       |
| 2006               | Langdorf (Alemania)  | Medalla de plata  | Relevo           |
| 2006               | Langdorf (Alemania)  | Medalla de bronce | Velocidad        |